# Muzeum Szkoły Polskiej w Płotowie

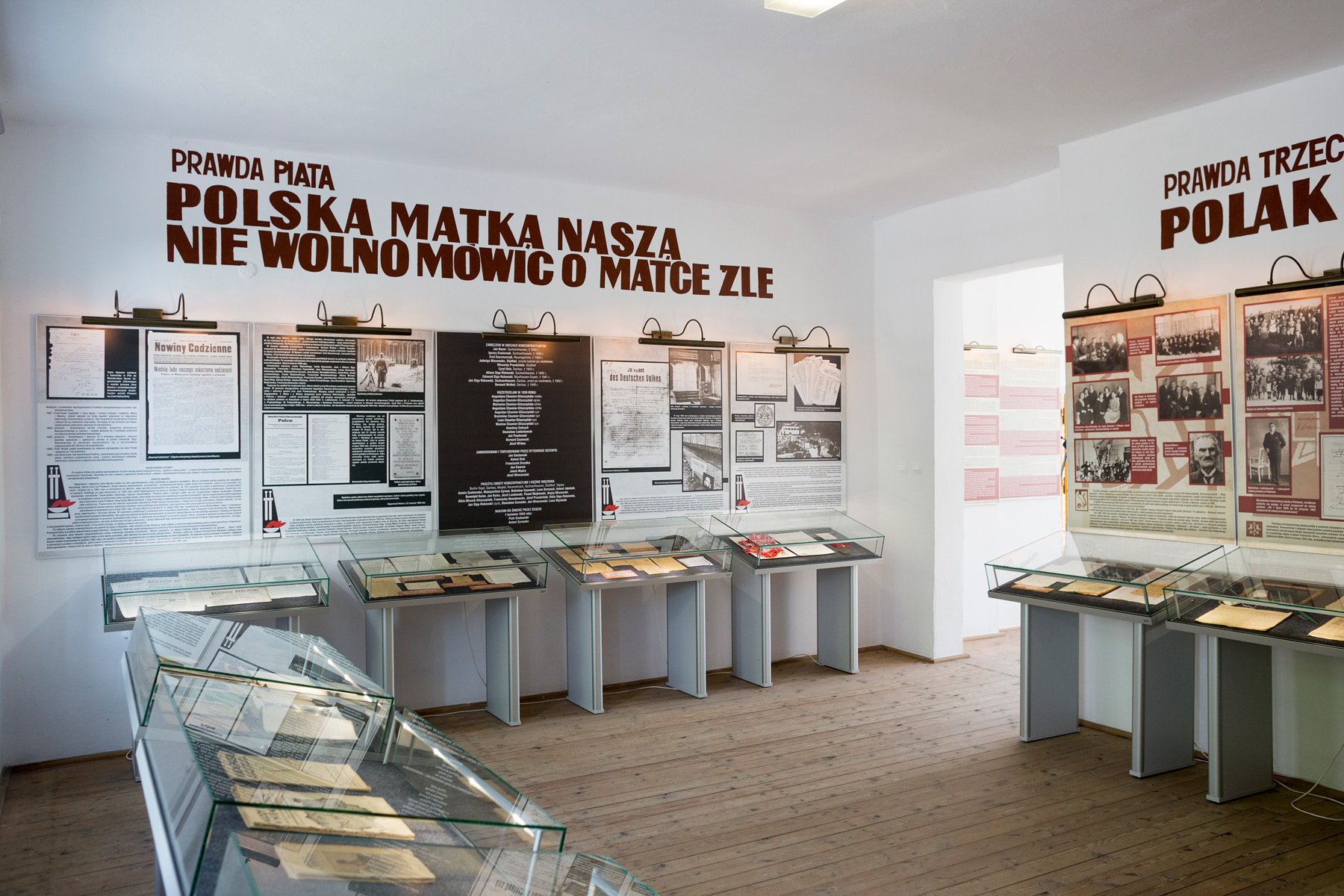
Jedna z sal muzealnych

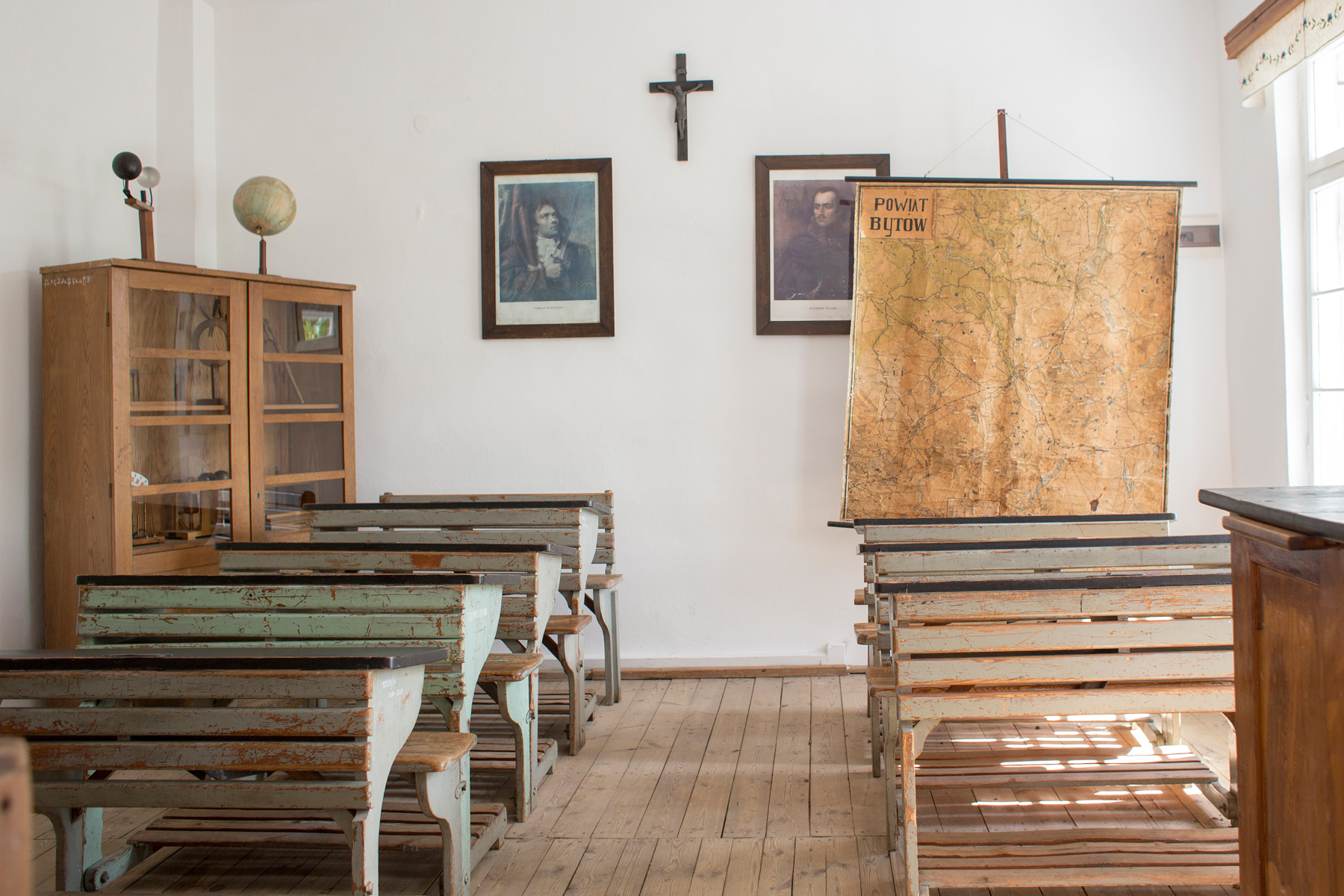
Zrekonstruowana klasa z okresu międzywojennego

Muzeum Szkoły Polskiej w Płotowie – filia Muzeum Zachodniokaszubskiego w Bytowie znajdująca się w Płotowie.
Muzeum Szkoły Polskiej w Płotowie zostało otworzone w 1979 roku, w pięćdziesiątą rocznicę utworzenia pierwszej polskiej szkoły w powiecie bytowskim. Mieści się w budynku prywatnej szkoły polskiej, istniejącej w latach 1929–1932, w której uczyły się dzieci mniejszości polskiej w Niemczech. Inicjatorem powstania muzeum był Związek Polaków w Niemczech.
W muzeum znajdują się 3 sale wystawowe. W jednej zrekonstruowano klasę z okresu międzywojennego. W dwóch pozostałych przedstawiono działalność Związku Polaków w Niemczech. Ekspozycja przy pomocy zgromadzonych w gablotach dokumentów i pamiątek oraz plansz poglądowych przedstawia starania miejscowej ludności o przyłączenie ziemi bytowskiej do odradzającej się po 1918 roku Polski oraz jej trwanie przy swej narodowej tożsamości pomimo postanowień traktatu wersalskiego pozostawiającego ją w granicach Niemiec.